# IQ (banda)
IQ es una banda británica de neo prog, originaria de Plymouth, Reino Unido, formada en 1981 por Mike Holmes después de la disolución de su anterior banda, The Lens. Aunque no disfrutaron de mucho éxito de público a lo largo de su carrera, consiguieron una sólida base de fanes que aún perdura.

## El movimiento neo progresivo
IQ fue una de las bandas que, junto con Marillion, Pendragon, Twelfth Night o Pallas, siguieron con el rock progresivo de la década de 1970 de bandas como Pink Floyd, King Crimson, Genesis o Yes. El término neo progresivo, acortado a neo prog, fue acuñado por la prensa para describir el sonido de estas bandas, que llegaron incluso a ser acusadas de copiar a los grupos de esos años. IQ nunca ha estado de acuerdo con esta etiqueta, expresando que tienen un amplio y ecléctico rango de influencias musicales.

## Historia
IQ se formó en Plymouth, en 1982, formada por el guitarrista Mike Holmes, el teclista Martin Orford, el bajista Tim Esau y el batería Paul Cook, en asociación a un vocalista poco conocido, junto al cual editaron su primer trabajo, publicado sólo en formato casete bajo el nombre de Seven Stories into Eight. Hacia 1983 se unió a la banda el vocalista Pete Nicholls y en poco tiempo saldría su primer disco grande, Tales from the Lush Attic. The Wake, de 1985, un disco conceptual de letras oscuras que tratan sobre la muerte, es quizás el disco más aclamado de la banda, que salió casi al mismo tiempo que Misplaced Childhood de Marillion y que se convirtió en uno de los clásicos del género. Los siguientes dos álbumes (Nomzamo y Are You Sitting Comfortably?) fueron realizados con Paul Menel en las voces y poseen un estilo mucho más adecuado para un público masivo, habiendo alcanzado cierta rotación comercial con el tema Promises (as the years go by). Con la vuelta de Nicholls en 1990, IQ volvió a sus raíces progresivas con el disco Ever. La vuelta de Nicholls coincidió con la salida del bajista Tim Esau, que fue sustituido por John Jowitt. Los siguientes álbumes hasta la fecha fueron generalmente bien aclamados por la crítica y el leal público. En 2005, Paul Cook fue reemplazado por Andy Edwards, y en julio de 2007 Martin Orford dejó la banda, siendo sustituido por Mark Westworth. En 2009 se lanza Frequency, su primer disco en cinco años, con excelente recepción por parte de la crítica.

## Miembros
- Peter Nicholls – voz principal y coros
- Mike Holmes – guitarras
- Neil Durant – teclados
- Tim Esau – bajo y coros
- Paul Cook – batería

- Paul Menel – voz
- John Jowitt – bajo
- Andy Edwards – batería
- Les 'Ledge' Marshall – bajo
- Mark Ridout  – batería
- Martin Orford – teclados
- Mark Westworth  – teclados

## Discografía

### Álbumes de estudio
- Seven Stories into Eight (casete) (1982)
- Tales from the Lush Attic (1983)
- The Wake (1985)
- Nomzamo (1987)
- Are You Sitting Comfortably? (1989)
- Ever (1993)
- Subterranea (1997)
- The Seventh House (2000)
- Dark Matter (2004)
- Frequency (2009)
- The Road of Bones (2014)
- Resistance (2019)
- Dominion (2025)

### En directo
- Living Proof (1986)
- J'ai Pollette D'arnu (1991)
- Forever Live (1996)
- Subterranea : The Concert (2000)
- The Archive Collection Volume 1 (2003)
- The Archive Collection Volume 11: Forty years of prog nonsense (2022) Grabado en vivo en Barcelona Razzmatazz 2 (16 de septiembre de 2022)]